# 新罕布什爾號戰艦
新罕布夏號戰艦（舷號BB-25）是一艘隸屬於美國海軍的戰艦，為康涅狄格級戰艦的六號艦。她是美軍第二艘以新罕布夏州為名的軍艦，亦是美國最後一艘建成的前無畏艦。
新罕布夏號在1905年於紐約造船廠開始建造，並在1906年下水，最終在1908年服役，錯過了大白艦隊（Great White Fleet）環球航行。由於造艦方向有所轉變，新罕布夏號的裝甲配置與同級艦又稍有不同。1914年新罕布夏號支援美國在坦皮科事件後入侵韋拉克魯斯。美國參與第一次世界大戰後，新罕布夏號主要用作訓練艦及運輸艦，並在戰後協助接載美軍從歐洲返國。1921年新罕布夏號退役，並在1923年按照華盛頓海軍條約出售拆解。